# Nanolpium milanganum
Nanolpium milanganum är en spindeldjursart som beskrevs av Beier 1964. Nanolpium milanganum ingår i släktet Nanolpium och familjen Olpiidae. Inga underarter finns listade i Catalogue of Life.